# World Wide
«World Wide» — девятый студийный альбом российской рэп-группы Bad Balance, выпущенный 26 мая 2012 года на лейбле «Союз».
Альбом был записан на студии 100Pro Studio в Москве с 2009 по 2012 год. В записи альбома приняли участие российские рэперы Капа и Mr. Simon, американские рэперы DJ Charm, Quiz, Lounge Low, Fat Mac, а также R&B-исполнители Страйк и Ирина «Шмель» Минина. Музыку для альбома создали ШЕFF (под псевдонимом Сhill-Will) и Al Solo при содействии DJ Топор. Все тексты для альбома написал ШЕFF и Al Solo.
Презентация альбома состоялась в московском клубе «Lookin Rooms» 26 мая 2012 года.

## Об альбоме
Согласно пресс-релизу альбома, два предыдущих альбома, «Легенды гангстеров» и «Семеро одного не ждут», которые погружали слушателя в гангстерские темы прошлого века и начало рэп-музыки в России, были скорее арт-проектами и не отражали современную реальность. Поэтому новый альбом «World Wide» является неким продолжением альбома «Мало-по-малу» (2003) и описывает нынешнюю реальность. На новом альбоме группа Bad Balance разговаривает со своим повзрослевшим слушателем про то, что волнует взрослого. Альбом по духу напомнит «Налётчиков Bad B.», по атмосфере «Каменный Лес», а по стилю «Город Джунглей».
Интернациональная композиция «WorldWide» впервые была выпущена на сборнике «Hip-Hop Info #9» в 2009 году. В следующем году на сборнике «Сотка #6» был выпущен трек «Правила игры».
В поддержку выхода альбома было снято пять видеоклипов на песни «Правила игры» (2010), «Бум-Чеки-Бэнг» (2011), «Мир будет таким!» (2012), «Импорт» (2012) и «Город у реки» (2012).

## Приём критиков
В 2012 году редактор сайта Журналисты.Ру, Артём Сочнев, раскритиковал альбом, написав, что это «худший альбом группы за всё время»:
Итак, На альбоме присутствует 20 дорожек, 6 из них скиты, 5 треков мы уже слышали, итого 11 новых композиции. То есть презентованный альбом всего 40 процентов новых полных треков. Вытащил альбом Купер, может лучше выпустить его сольный. Идея альбома просто пустышка и выдержанна лишь в треке «Правила игры». Альбом не оправдал того шума, который был создан в его поддержку, максимум его можно послушать месяц до нового релиза другого исполнителя. Al Solo не Bad B, сколько это твердят ШеFFу, но видимо, не больше рядом поддержки. Капа и Страйк на альбоме лишние, так мы и не услышали голос Михея, как обещал ШеFF у себя на форуме. Al Solo вообще сказал, что альбом выйдет когда растает снег, наверно поэтому альбом был таким же пустым, как его слова.
В 2014 году альбом попал в рейтинг «ТОП-20 самых популярных альбомов» музыкальных интересов пользователей «Яндекса».

## Список композиций
| №   | Название                                                                  | Текст песни                                                   | Музыка                        | Длительность |
| --- | ------------------------------------------------------------------------- | ------------------------------------------------------------- | ----------------------------- | ------------ |
| 1.  | «World Mix»                                                               | Шеff                                                          | DJ Топор, Al Solo, Сhill-Will | 0:55         |
| 2.  | «Импорт»                                                                  | Шеff, Al Solo                                                 | Al Solo                       | 3:39         |
| 3.  | «Правила игры»                                                            | Шеff, Al Solo                                                 | Al Solo, Chill-Will           | 4:08         |
| 4.  | «Новости»                                                                 | Шеff, Al Solo                                                 | Al Solo                       | 3:59         |
| 5.  | «Под 8-кой» (совместно с Капа)                                            | Шеff                                                          | Al Solo                       | 3:56         |
| 6.  | «До Пекина!»                                                              | Шеff, Al Solo                                                 | Chill-Will                    | 0:18         |
| 7.  | «Город Грехов» (совместно с Страйк)                                       | Шеff, Al Solo                                                 | Chill-Will                    | 3:42         |
| 8.  | «На сцене»                                                                | Шеff                                                          | Chill-Will                    | 0:21         |
| 9.  | «Рэп классика»                                                            | Шеff, Al Solo                                                 | Al Solo, Шеff                 | 3:50         |
| 10. | «Местный клуб»                                                            | Салем                                                         | Chill-Will                    | 0:17         |
| 11. | «Бум-Чеки-Бэнг»                                                           | Шеff                                                          | Al Solo, Сhill-Will           | 3:39         |
| 12. | «Баланс нестандартный»                                                    | Шеff                                                          | Al Solo, Chill-Will           | 3:52         |
| 13. | «Мир будет таким!» (совместно с Шмель)                                    | Шеff, Al Solo                                                 | Al Solo, Chill-Will           | 4:28         |
| 14. | «Параллельный мир»                                                        | Шеff                                                          | Chill-Will                    | 0:29         |
| 15. | «Я лечу # 2»                                                              | Шеff, Аl Solo                                                 | Chill-Will                    | 3:52         |
| 16. | «Куда он лезет?»                                                          | Шеff                                                          | Al Solo                       | 4:04         |
| 17. | «World Wide» (совместно с DJ Charm, Quiz, Lounge Low, Fat Mac, Mr. Simon) | DJ Charm, Quiz, Al Solo, Lounge Low, Шеff, Fat Mac, Mr. Simon | Al Solo                       | 3:58         |
| 18. | «Путешественник»                                                          | Шеff                                                          | Al Solo, Chill-Will           | 0:50         |
| 19. | «Жги темноту»                                                             | Шеff, Al Solo                                                 | Al Solo                       | 4:30         |
| 20. | «Город у реки» (совместно с Страйк)                                       | Шеff                                                          | Al Solo, Chill-Will           | 3:56         |

## Участники записи
| - ШЕFF (он же Сhill-Will) — вокал, автор слов (1-9, 11-20), музыка (1, 3, 6, 7, 8, 10-15, 18, 20), продюсер альбома - Al Solo — вокал, автор слов (2-4, 6, 7, 9, 13, 15, 17, 19), музыка (1-5, 9, 11-13, 16-20) - Купер — вокал - Капа — вокал (5) - Страйк — вокал (7, 20) - Ирина «Шмель» Минина — вокал (13) - Салем — автор слов (10) | - DJ Charm — вокал (17), автор слов (17) - Quiz — вокал (17), автор слов (17) - Lounge Low — вокал (17), автор слов (17) - Fat Mac — вокал (17), автор слов (17) - Mr. Simon — вокал (17), автор слов (17) - DJ Топор — музыка (1) - Роман Синцов — запись, сведение, мастеринг на студии 100Pro Studio в Москве - Сергей Zver — дизайн |